# Емилио Агиналдо
Емилио Агиналдо и Фами (на испански: Emilio Aguinaldo y Famy) е филипински революционер, политик и военачалник, който се счита за първия президент на Филипините (1899 – 1901) и първия президент на конституционална република в Азия. Той предвожда филипинските сили първо срещу Испания в късната фаза на Филипинската революция (1896 – 1898) и след това в Испано-американската война (1898) и накрая срещу САЩ по време на Филипино-американската война (1899 – 1901).
През 1935 г. Агиналдо се кандидатира за президент на Филипините срещу Мануел Кесон, но губи надпреварата. В днешно време се счита за национален герой на страната.

## Ранен живот и кариера
Емилио Агиналдо е роден на 22 март 1869 г. в Кавите ел Виехо (днес Кауит) в провинция Кавите. Той е седмо от общо осем деца на Карлос Хамир Агиналдо и Тринидад Фами-Агиналдо. Семейството е заможно, тъй като баща му работи като общински губернатор под испанската колониална администрация. Учи в колежа Сан Хуан де Летран, но не завършва обучението си, поради избухването на епидемия от холера през 1882 г.
Емилио става ръководител на барангай (най-малката административна единица във Филипините) през 1895 г., когато е въведен закон за преорганизиране на местното управление. На 25-годишна възраст той става общински генерал-капитан на родното си селище, докато е на бизнес пътуване на Миндоро.

## Революционна и политическа кариера

### Филипинска революция
На 1 януари 1895 г. Агиналдо става масон. На 7 март същата година Сантяго Алварес, чийто баща е кмет на Новелета, насърчава Агиналдо да се присъедини към Катипунан – тайна организация, ръководена от Андрес Бонифасио, която цели прогонването на испанците и независимост за Филипините чрез сила. Агиналдо се присъединява към организацията и използва псевдонима Магдало в чест на Мария Магдалина. Местната организация на Катипунан в Кавите е оглавявана от братовчеда на Агиналдо, Балдомеро Агиналдо.
Филипинската революция, водена от Катипунан срещу испанската власт, започва през последната седмица на август 1896 г. в Сан Хуан дел Монте (днес в района на Манила). Все пак, Агиналдо и други бунтовници от Кавите отказват да се присъединят към офанзивата поради липса на оръжия. Докато Бонифасио е принуден да прибегне до партизанска война, Агиналдо и бунтовниците от Кавите печелят големи победи в добре планирани битки, в които испанците временно са изгонени от съответните райони. На 31 август 1896 г. Агиналдо предприема цялостна атака. Той тръгва с армията си към центъра на Кауит. Преди битката Агиналдо изрично нарежда на хората си да не убиват никого в родния му град. Когато армията му пристига в центъра на града, отбранителите, въоръжени с пушки и не знаейки предшестващите събития, са напълно изненадани и се предават незабавно. Оръжията са взети от бунтовниците, а бунтът е голям успех за Агиналдо и хората му. По-късно този следобед те вдигат знамето на Магдало над кметството пред тълпа от хора от Кауит. Това знаме впоследствие става официално за революционното движение.

### Битка при Имус
През август 1896 г., докато координирани нападения започват революцията в Манила, Eмилио Агиналдо тръгва от кауит с 600 души и влиза в поредица схватки при Имус, които в крайна сметка влизат в открит конфликт срещу испанските власти, намиращи се там. На 1 септември, с помощта на капитан Хосе Тагле от Имус, те разгръщат обсада срещу имението Имус в опит да накарат испанците да излязат. Испанска помощ е изпратена от Манила, която да помогне на бедстващите власти в Имус. Разполагайки само със сто души, генерал Ернесто де Агире остава с впечатлението, че е изпратен да потуши малък бунт. Агиналдо и хората му контраатакуват, но претърпяват тежки загуби. Въпреки успеха си, Агире не продължава с настъплението и тръгва обратно към Манила за подкрепления. По време на затишието, силите на Агиналдо се прегрупират и се подготвят за друга испанска атака. На 3 септември Агире се връща с много по-голяма войска от 3000 души. Когато испанските войски пристигат при моста Исабел II, скритите бунтовници откриват огън по тях. Възползвайки се от елемента на изненадата, бунтовниците успяват да хванат почти всички испански войски в капан, сред които е и генерал Агире.

### Битки при Бинакаян-Далахикан
Разтревожен от предишната обсада на Агиналдо при Имус, генерал-губернатор Рамон Бланко и Еренас нарежда на 4-ти батальон да дойде от Испания, за да му помогне с въстанието в Кавите. На 3 ноември 1896 г. батальонът пристига, съставен от 1328 души с 55 офицера. Освен това, Бланко нарежда на около 8000 души от Куба и Испания да се присъединят към потушаването на размириците. Преди нападенията по суша се провежда испански удари от морето по бунтовнически укрепления по бреговете на Кавите. Най-укрепените точки се оказват Далахикан, отбраняван от войници под командването на генерал Сантяго Алварес, и съседното рибарско селище Бинакаян под командването на генерал Емилио Агиналдо. Испанските военноморски действия трябва да унищожат укрепленията в района, най-вече защото езерото около Далахикан е от изключително стратегическо значение, водейки до вътрешността на Кавите. На 9 ноември испанските сили предприемат едновременни атаки срещу две бунтовнически крепости, в които загиват много испанци. След това Агиналдо нарежда на войниците си да контраатакуват и постепенно испанските сили са унищожени. Това обезкуражава испанските войници, които се изтеглят към корабите си или към Манила. Макар битката при Бинакаян да е свършила, филипинците започват да гонят врага. Испанците търпят провал и при Далахикан, където военни действия приключват на 11 ноември. Останалите испански части започват отстъпление към Манила, но скоро осъзнават, че пътят им е преграден от филипинците, които са победили при Бинакаян. Те решават да се изтеглят към град Кавите. Филипинските революционери тръгват след тях и обсаждат град Кавите, където много испански войници се предават на Агиналдо.

### Битка при моста Запоте
Новоназначеният генерал-губернатор Камило де Полавиеха, вече съзнавайки, че основната тежест на революцията е в Кавите, решава да започне офанзива, целяща унищожаване на революционерите на Агиналдо. Той нарежда на генерал Хосе де Лачамбре, разполагащ с много голяма сила, да потегли към Силанг и да нападне бунтовниците в тила, докато отделна сила напада филипинците по фронта. На 17 февруари 1897 г. Агиналдо нарежда на войниците си да заредят с динамит моста и да наредят остри бамбукови пръти по речното корито под него. Само няколко часа по-късно 12 000 испанци започват да прекосяват моста, падайки в капана. Динамитът е детониран, а бунтовниците изскачат от храстите в бой срещу вълните вражески войски, идвайки от другата страна на реката. След битката, деморализираните испански войници се оттеглят към Мунтинлупа.

### Битка при Перес Дасмариняс
Докато генерал-губернатор Полавиеха е напът да удари Запоте, друг испански контингент пътува към тила на Агиналдо. На 15 февруари 1897 г. испанците предприемат мощна офанзива в Кавите, която има за цел да унищожи филипинската революция на Емилио Агиналдо. Въоръжени с нови 100 оръдия, 23 000 испански войници започват офанзивата в Памплона, Кавите, Баюнгюнган и Батангас.
Вече спечелил битката при Запоте, Агиналдо насочва вниманието си към новата испанска заплаха, застрашаваща да завземе по-голямата част от Кавите. Агиналдо решава да разположи силите си при Пасонг Сантол, където се стеснява пътя към Имус, така че революционерите да се възползват от естествените отбранителни позиции и слабата подвижност на испанците. На 19 февруари Силанг попада в испански ръце, въпреки опитите на филипинците да го задържат. Девет дни по-късно испанските сили влизат в Перес Дасмариняс, за да си възвърнат града. Седмица по-късно, испанските сили, подкрепяни вече от артилерийски установки, влизат в настъпление срещу столицата на Агиналдо, Имус. През март 1897 г. се стига до патово положение между революционната армия на Криспуло Агиналдо (брат на Емилио, който го замества, докато той все още е зает при Пасонг Сантол) и испанците, предвождани от Хосе де Лачамбре. Съпротивата на филипинците е много упорита, но дисциплинираните испанците постепенно напредват. Тогава Емилио Агиналдо решава да изпрати подкрепления, но Андрес Бонифасио изпраща свои войски, които да пресрещнат частите на Агиналдо и да ги отклонят с думите, че са нужни другаде. Испанците междувременно продължават офанзивата си и постигат тактическо надмощие, което в крайна сметка води до избиването на множество филипински войници, сред които и брата на Агиналдо.

### Конвенция в Техерос
Конфликт в редиците на Катипунан (по-точно между фракциите Магдало на Емилио Агиналдо и Магдиуанг на Мариано Алварес) води до намесата на Бонифасио в провинция Кавите. Той приема и председателства конвенция, проведена на 22 март 1897 г. в Техерос, Кавите. Въпреки че Бонифасио вече счита Катипунан за отделно правителство, той официално обявява Филипинската република на конвенцията и назначава Агиналдо за неин президент, Мариано Триас за вицепрезидент и Артемио Рикарте за генерал-капитан. Тези решения са оспорвани от Даниел Тирона, който поставя под въпрос качествата на Бонифасио, в резултат на което Бонифасио обиден разпуска конвенцията и отменя всичките си решения от нея.
Бонифасио отказва да признае революционното правителство на Агиналдо и възвръща властта си, обвинявайки фракцията Магдало в предателство и издава заповеди, противопоставящи се на заповедите на фракцията на Агиналдо. През април 1897 г. Агиналдо нарежда Бонифасио да бъде арестуван. След като са заловени, Бонифасио и брат му са осъдени и екзекутирани от генерал Ласаро Макапагал на 10 май 1897 г. Фактите, довели до екзекуцията на Бонифасио остават обект на спор и до днес, тъй като Агиналдо първоначално възнамерява да изпрати Бонифасио и брат му в изгнание, но Пио дел Пилар и Мариано Нориел, двама бивши поддръжници на Бонифасио, убеждават Агиналдо да оттегли заповедта си, за да запази единството на революционното движение.

### Оттегляне в Монталбан
След като е изгубил битката за Перес Дасмариняс, тилът на Агиналдо забавя действието на испанската офанзива, докато войските се оттеглят на югозапад от Кавите. В края на май 1897 г., с доброто прикритие на изтеглящите се войници, Агиналдо успява да избяга от испанците и да се свърже с генерал Мамерто Нативидад. Тъй като революционерите в Кавите вече са числено превъзхождани, Нативидад е натоварен със задачата да потърси място за оттегляне. Той си спира на Биак-на-Бато. Испанците гонят силите на Катипунеро, изтеглящи се към централната част на Лусон, убивайки много от тях.

### Биак-на-Бато и изгнание
Испанската армия предприема настъпление, което принуждава революционните сили на Агиналдо да продължат оттеглянето си. На 24 юни 1897 г. Агиналдо пристига в Биак-на-Бато в Сан Мигел, Булакан. Там той установява щаб-квартира в пещера. В края на октомври същата година Агиналдо събира генералите си и решава да основе конституционална република. Конституция, копираща голяма част от кубинската, е изготвена от Исабело Артачо и Феликс Ферер. Тя включват създаването на Върховен съвет, съставен от президент, вицепрезидент, секретар на войната и секретар на хазната. За президент е назначен Агиналдо.
От март 1897 г. Фернандо Примо де Ривера, испанският генерал-губернатор на Филипините, поощрява известни филипинци да се свържат с Агиналдо и да търсят мирно решаване на конфликта. На 9 август адвокатът от Манила Педро Патерно се среща с Агиналдо в Биак-на-Бато с предложение за мир, основаващо се на реформи и амнистия. През следващите месеци Патерно е посреднически дипломат между Ривера и Агиналдо. През декември Агиналдо подписва пакта от Биак-на-бато, според който Агиналдо се съгласява да прекрати военните си действия и да разпусне правителството си в замяна на амнистия и 800 хил. мексикански песо като обезщетение. На 23 декември Агиналдо и други революционни държавници заминават за Хонконг в доброволно изгнание. Първата вноска от 400 хил. мексикански песо са внесени в хонконгски банки. В Хонконг Агиналдо преорганизира революционното си правителство.

### Завръщане във Филипините
На 25 април 1898 г. започва Испано-американската война. И докато тя е фокусирана главно в Куба, американската военноморска ескадра в Азия се намира Хонконг. Командвана от комодор Джордж Дюи, тя отплава за Филипините. На 1 май, в хода на битката за залива на Манила, ескадрата напада и унищожава тихоокеанската ескадра на Испания и започва блокада на Манила. Няколко дни по-късно Дюи се съгласява да превози Агиналдо от Хонконг във Филипините. Той пристига в Кавите на 19 май, бързо поема командването над революционните сили и обсажда Манила.

### Диктатура и битка при Алапан
Агиналдо донася със себе си черновата за конституция за основаване на федерална революционна република при връщането си в Манила. На 24 май 1898 г. в Кавите, Агиналдо, по съвет на военния си съветник Амбросио Риансарес Баутиста, обявява, че поема контрол над всички филипински сили и установява правителство, в което той е диктатор и може да управлява чрез укази. В същността си, това правителство е временно, докато се установи мир и свобода.
На 25 май Агиналдо събира войска от 18 000 души и напада малък гарнизон на испанските сили в Алапан, Кавите. Битката продължава пет часа. След победата, Агиналдо развява филипинското знаме за пръв път пред филипински революционери и над 300 пленени испанци. Днес 28 май се отбелязва като ден на знамето в страната.

### Обявяване на независимост и революционно правителство
На 12 юни 1898 г. Агиналдо обнародва филипинската декларация за независимост в Кавите ел Виехо, вярвайки че декларация ще мотивира филипинския народ да се надигне срещу испанците. На 18 юни той издава указ, чрез който официално установява диктаторско управление. На 23 юни Агиналдо издава указ, с който заменя диктатурата си с революционно правителство, оглавявано от него самия като президент. Указът уточнява организацията на централно правителство и установяването на избори за делегати в Революционен конгрес. Това трябва да послужи като първа стъпка към преминаване от революционно правителство към република.

### Побеждаване на испанците и пристигане на американците
Към май 1898 г. филипинските сили вече са изгонили испанските войски от Кавите. Към края на юни Агиналдо, с помощта на американците, започва подготовка за сваляне на испанската власт и в Манила. Първият контингент американски войници пристига в Кавите на 30 юни, вторият на 17 юли (под командването на генерал Франсис Грийн) и третията на 30 юли (под командването на генерал Артър Макартър-младши). Към този момент вече 12 000 американски войници се намират във Филипините.
Агиналдо представя условия за предаване на испанския генерал-губернатор Басилио Аугустин, който първоначално ги отхвърля, вярвайки че още испански войски ще бъдат изпратени за спиране на обсадата. Докато комбинираната армия от филипински и американски войници наближава, Аугустин осъзнава, че положението му е безнадеждно. Той тайно продължава да преговаря с Агиналдо, вече предлагайки му милион песо, но Агиналдо отказва. Когато парламентът на Испания научава за опитите на Аугустин да преговаря отстъплението на испанската армия, генерал-губернаторът е освободен от длъжност на 24 юли. Всъщност, военни кораби отплават от Испания на 16 юни, за да помогнат със справянето с обсадата, но те впоследствие са отклонени към Куба, където испанският флот е застрашаван от американските военноморски сили. През август 1898 г. животът в укрепения център на Манила вече е станал непоносим. Разбирайки, че е въпрос на време градът на падне и страхувайки се от отмъщение и плячкосване от страна на филипинските революционери, новоназначеният генерал-губернатор Фермин Хуаденес предлага на Дюи градът да се предаде на американците след кратка фалшива битка. Дюи първоначално отхвърля предложението, тъй като не разполага със сили, които да блокират филипинските революционери (наброяващи 40 хил. души), но когато получава подкрепление, изпраща съобщение на Хуаденес, в което се съгласява на фалшива битка. Въпреки че се планира битка без кръв, испанските сили откриват огън в схватка, погубила 6 американци и 49 испанци, когато филипинските революционери вземат атаката за истинска и се присъединяват към настъпващите американски войски. Освен непланираните жертви, битката преминава по план. Испанците предават града на американците. Филипинските революционери от своя страна се чувстват предадени от американците. Към края на септември силите на Агиналдо вече са заловили над 9000 испанци. Те като цяло са свободни да се движат, но остават под надзора на Агиналдо. Без знанието на Агиналдо, на 10 декември 1898 г. е подписан Парижкия договор, според който Филипините се прехвърлят от Испания на САЩ за сумата от 20 милиона щатски долара.

## Президентство на Първата Филипинска република и Филипино-американска война
Първата Филипинска република е официално създадена с обявяването на конституцията от Малолос (Булакан) на 21 януари 1899 г. Тя се задържа до залавянето на Емилио Агиналдо от американски войски на 23 март 1901 г. в Паланан. През първата година на управлението си Агиналдо пише в Тарлак своя автобиография на тагалог.
На 12 август 1898 г. американски войски превземат Манила след битка, а на 14 август те установяват американско военно правителство на Филипините. За губернатор а назначен генерал-майор Уесли Мерит. През нощта на 4 февруари 1899 г. филипинец е застрелян от американски пазач. Инцидентът се счита за началото на Филипино-американската война. Превъзхождащите технологично американци прогонват филипинските войски от града, а правителството на Агиналдо е принудено да се мести от място на място, докато военната обстановка ескалира. В битката при река Марилао, самият президент предвожда войската, за да предотврати американското настъпление. Американците вземат надмощие в сражението едва след тежък бой и използването на канонерски лодки в реката. Американските официални сведения признават, че Агиналдо е действал със страхотно чувство за военна стратегия. На 13 ноември 1899 г. той разпуска редовната армия на Филипините и издава указ, според който оттогава нататък ще се води партизанска война. Агиналдо предвожда съпротивата срещу американците, но се оттегля към северната част на Лусон.
На 23 март 1901 г. Агиналдо е пленен в щаб-квартирата си в Паланан (Исабела). На 19 април 1901 г. Агиналдо полага клетва за преданост към САЩ, като така официално слага край на Първата Филипинска република и признава върховната власт на САЩ над Филипините. След залавянето на Агиналдо някои филипински командири продължават революционното движение. Самата война приключва с едностранното провъзгласяване от страна на американския президент Теодор Рузвелт на 4 юли 1902 г.

## След президентството

### Американски години
По време на периода на американското управление, Агиналдо подкрепя групите, застъпили се за незабавна независимост и помага на ветераните на борбата. Организира Асоциация на ветераните от революцията, която цели осигуряването на пенсии за членовете ѝ и урежда за тях покупки на земя от правителството.
През 1907 г. показването на филипинското знаме е обявено за незаконно. Все пак, този закон е изменен през 1919 г. След това Агиналдо преобразува дома си в Кауит в паметник на знамето, революцията и независимостта. Домът му е запазен до ден днешен. Агиналдо стои извън публичния живот в продължение на много години. През 1935 г., когато започва подготовката за независимост на Филипините, той се кандидатира за президент, но губи от Мануел Кесон.
В периода 1942 – 1945 г. Филипините са окупирани от Японската империя. Когато американците и филипинците заедно си възвръщат контрола над страната, Агиналдо и неговите сподвижници са арестувани и обвинени в колаборационизъм. След като престояват няколко месеца в затвора, получават президентска амнистия.
Агиналдо е на 77 години, когато правителството на САЩ признава независимостта на Филипините след Манилския договор от 4 юли 1946 г.

### Следамерикански години
През 1950 г. президентът Елпидио Кирино назначава Агиналдо за член на Държавния съвет, където той прослужва един мандат. Скоро след това се пенсионира и отдава времето и вниманието си на ветераните. През 1953 г. е направен почетен доктор по право от Филипинския университет.
На 12 май 1962 г. президентът Диосдадо Макапагал променя празника на независимостта от 4 юли на 12 юни в чест на Агиналдо и революцията от 1898 г.

### Смърт и наследство
Агиналдо постъпва в болница на 5 октомври 1962 г., където остава в продължение на 469 дни. Умира от тромб на 94-годишна възраст на 6 февруари 1964 г. Година преди смъртта си той дарява имението си на правителството.
През 1964 г. той публикува книгата Mga Gunita ng Himagsikan („Мемоари от революцията“). През 1998 г. е преиздадена по случай 100-годишнината от независимостта на страната.
През 1985 г. централната банка на Филипините издава нова банкнота от 5 песо, на чиято лицева част е изобразен Агиналдо. На гърба ѝ е изобразена декларацията за независимост на Филипините от 12 юни 1898 г.